# Cosby (Band)

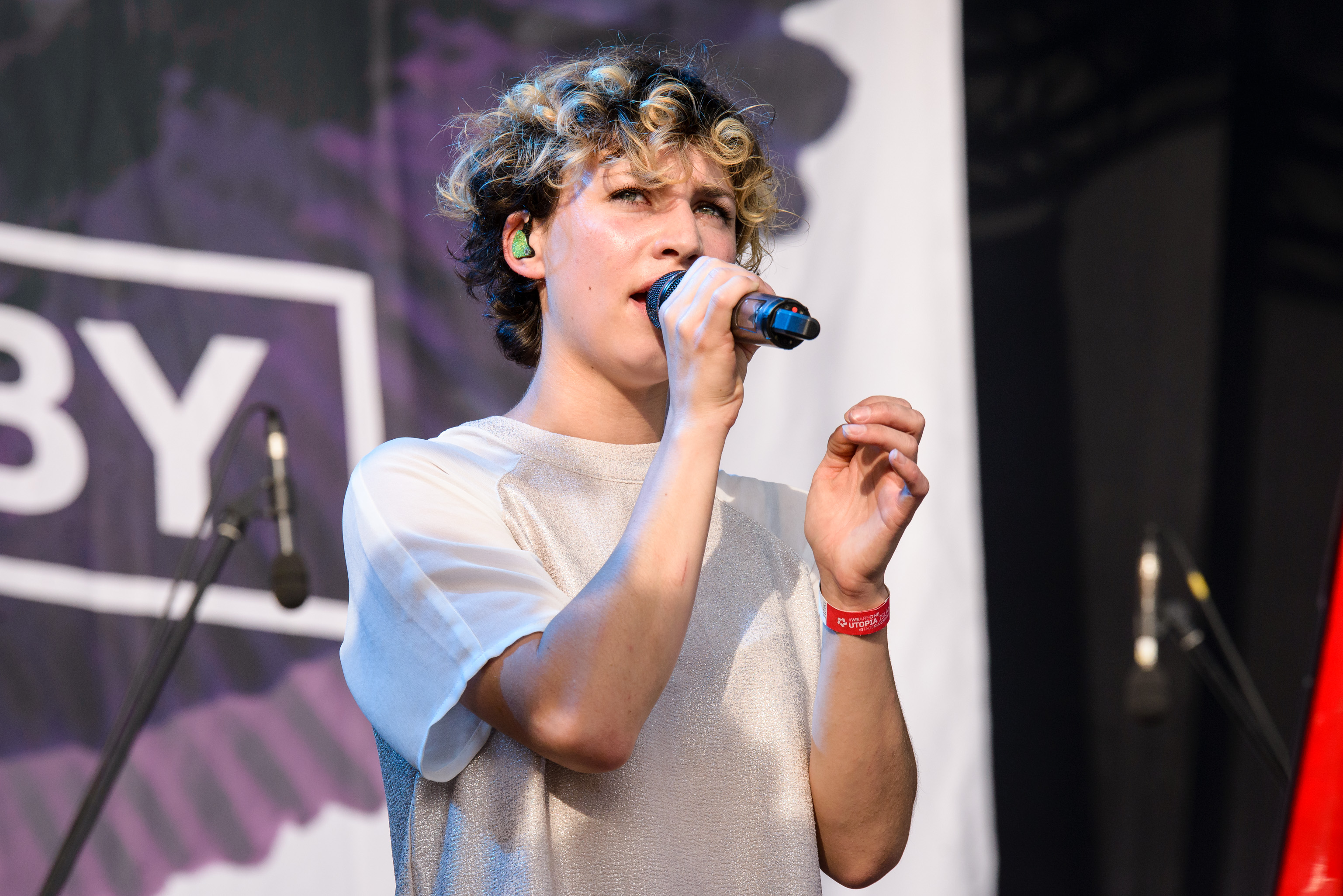
Marie Kobylka (2016)

Cosby ist eine deutsche Popband aus München. Sie nahmen 2025 an der deutschen Vorentscheidung für den Eurovision Song Contest 2025 in Basel teil.

## Geschichte
Die vier ursprünglichen Bandmitglieder Marie Kobylka, Christoph Werner, Kilian Reischl und Robin Karow musizierten bereits seit 2009 gemeinsam. Von Anfang an komponierten und texteten sie selbst und produzierten ihre Musik und ihre Videos in eigener Regie in ihrem Studio in Unterföhring bei München. In diesen ersten Jahren gab es weder Veröffentlichungen noch größere Auftritte. Die Band wuchs in dieser Zeit zusammen und entwickelte ihren eigenen Stil, bei dem auch Synthesizer eine wichtige Rolle spielten.
Nachdem sich die Band 2013 unter dem Namen „Cosby“ gegründet hatte, ging sie 2014 an die Öffentlichkeit, schloss einen Vertrag mit Warner/Chappell Music ab und gründete ihr eigenes Label Just Push Play. Einer der ersten veröffentlichten Titel diente als Untermalung eines TV-Werbespots von mexx. Der ersten EP folgten zahlreiche Auftritte sowie Radio- und TV-Livesessions. 2015 nahm Cosby an der 18. Staffel des Musikmagazins Startrampe teil. Der Bayerische Rundfunk widmete der Band mehrere halbstündige Fernsehsendungen und das Fernsehen des Saarländischen Rundfunks sendete einen 30-minütigen Konzertauftritt. Im Hörfunk gab es zahlreiche Präsentationen und Interviews mit Cosby, beispielsweise bei Radio Eins und im NDR.
Nach ihrer Nominierung für den Deutschen Musikautorenpreis der GEMA ist die Band Mitglied der Akademie Deutscher Musikautoren. Sie gewann den egoFM-Hörerpreis und wurde für den New Music Award nominiert. Bislang gab Cosby Konzerte in Deutschland, Österreich sowie der Schweiz und gastierte in London.
Im August 2015 veröffentlichte die Band ihr erstes Studioalbum As Fast As We Can. Zu zahlreichen Songs gibt es in Eigenproduktion hergestellte Musikvideos. Im Herbst 2015 war Cosby als Support-Band mit dem US-Amerikaner Mikky Ekko unterwegs.
2018 sponsorte und installierte die Band eine Solaranlage auf einer Schule der abc-Gesellschaft e.V. in Mpemba, Malawi. Sie drehten eine Dokumentation über die Schule sowie das Musikvideo zu ihrer Single Milestone (2018).
Der Song Follow the Leader war Titelsong der 13. Staffel von Big Brother (2020). Der in diesem Song zu hörende Kinderchor stammt aus Malawi.
Im Sommer 2021 verließ Christoph Werner die Band. An seine Stelle trat David Bücherl, Schlagzeuger und langjähriger Freund der anderen Bandmitglieder. Wenig später nahm Cosby die Arbeit an ihrem vierten Studio-Album auf.
Anfang 2023 schloss die Band einen Plattenvertrag bei der Universal Music Group ab.

## Stil
Cosby schrieb von Beginn an alle Texte auf Englisch. Die Band ist stilistisch klar dem Pop zuzuordnen, zeigte über die Jahre viele Einflüsse aus Elektropop, Indie-Pop und Rock. Zum Portfolio gehören Balladen ebenso wie leichte tanzbare Titel. Trotz ihrer sehr unterschiedlichen Charakteristik haben die Lieder von Cosby aufgrund des besonderen Stils der Band und der facettenreichen Stimme ihrer Sängerin einen hohen Wiedererkennungswert.

## Diskografie

### Alben & EPs
- 2014: Love and War (EP, Just Push Play)
- 2015: As Fast As We Can (Album, Just Push Play / Cargo Records)
- 2018: Milestone (Album, Just Push Play)
- 2023: Loved For Who I Am

### Singles
- 2014: Boon & Bane
- 2014: Step by Step
- 2015: Yeah!
- 2016: We Kiss
- 2017: Get Up
- 2018: Milestone
- 2018: Sunlight
- 2019: Follow the Leader
- 2020: Spaceship
- 2020: I Wanna Dance with Somebody
- 2020: Under the Surface
- 2021: Let It Go
- 2021: Savior
- 2022: Better Version of Myself
- 2022: Calling Out
- 2022: In Your Head
- 2023: Here I Am
- 2023: High
- 2025: I’m Still Here
- 2025: Endless Blue